# Walkerana rhopheticos
Walkerana rhopheticos är en insektsart som först beskrevs av Otte, D. och Perez-gelabert 2009.  Walkerana rhopheticos ingår i släktet Walkerana och familjen syrsor. Inga underarter finns listade i Catalogue of Life.